# Рихард фон Крафт-Ебинг
Рихард Фридолин Йозеф барон Крафт фон Фестенберг ауф Фронберг (на немски: Richard Fridolin Joseph Freiherr Krafft von Festenberg auf Frohnberg), наричан просто фон Ебинг (на немски: von Ebing), е немски невролог и професор по психиатрия.

## Научна дейност
Неговите изследвания върху парафилиите (сексуално отклонение) са една от основите за развитието на модерната сексология. Автор на добилата голяма популярност монография „Psychopathia Sexualis“ (1886), която оказва силно въздействие върху работите на имена като Зигмунд Фройд и Магнус Хиршфелд. Работи в областта на криминалната психология и психопатологията.
В трудовете си Рихард фон Крафт-Ебинг въвежда понятия като садизъм (по името на Маркиз дьо Сад) и мазохизъм (по името на писателя Леополд Фон Захер-Мазох).

## Избрани произведения
- Die Sinnesdelirien, 1864
- Grundzüge der Criminalpsychologie, 1872
- Lehrbuch der gerichtlichen Psychopathologie, 1875
- Lehrbuch der Psychiatrie, 1879
- Psychopathia sexualis, 1886